# Cosmos sulphureus

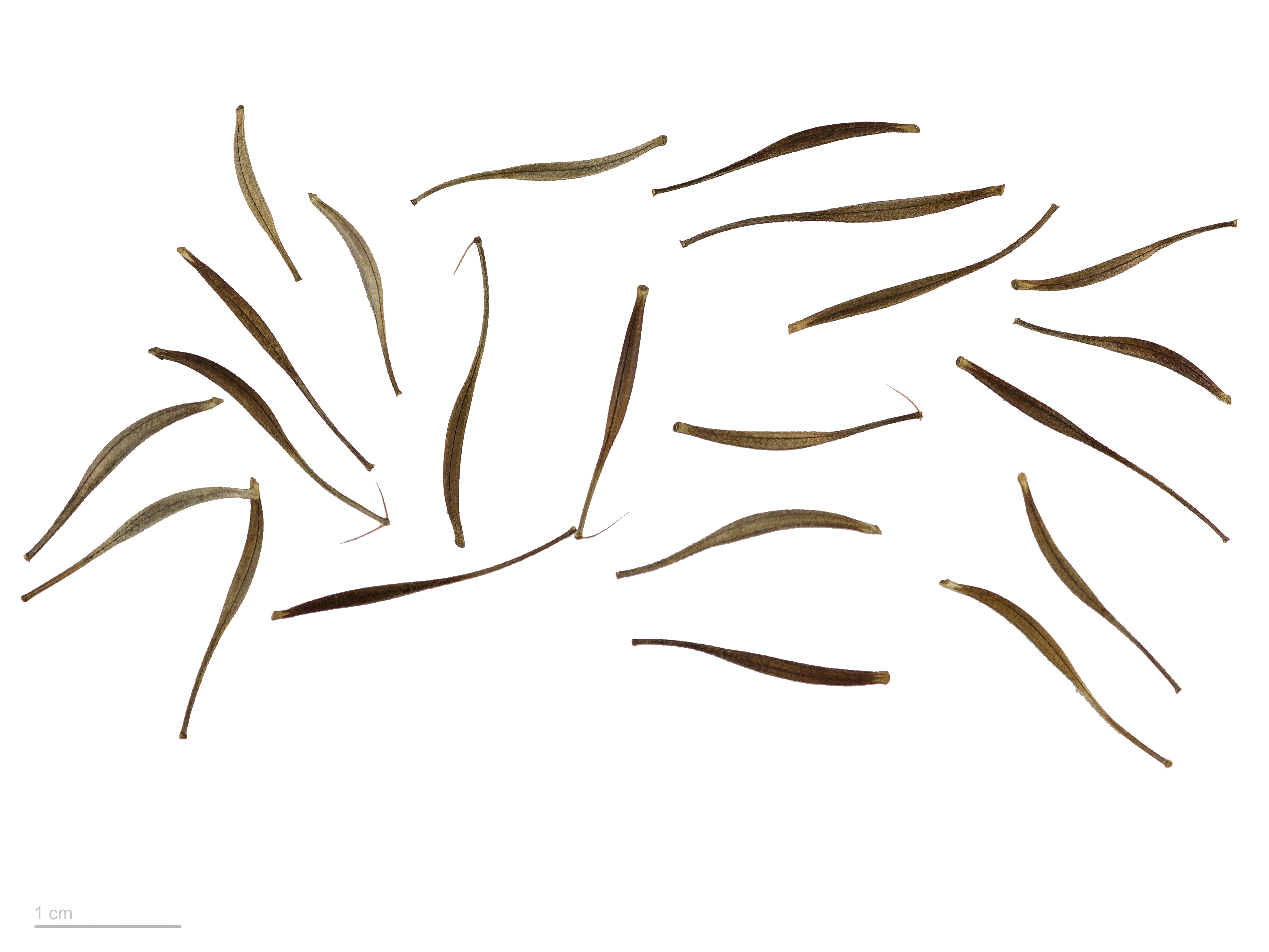
Cosmos sulphureus

Cosmos sulphureus, cosmos, cosmos azufrado, cosmos amarillo, mata piojos, es una especie fanerogámica endémica de América Central.

## Descripción
Esta especie es considerada una anual, aunque puede reaparecer vía autosiembra durante varios años. Tiene follaje opuesto y pinnado. Su altura varía de 3 a 22 dm; la especie original y sus cultivares aparecen en tonos de los colores amarillo, naranja, rojo. Es especialmente popular en Corea y en Japón,  donde suele vérselo en grandes plantaciones a la vera de las rutas (ver Woo Jang-choon). 
Está declarada especie invasora por el "Concejo de Plantas Malezas Exóticas del Sudeste de Estados Unidos ", en 1996.

## Algunas variedades deCosmos sulphureusen cultivo
- 'Klondyke Mix' consiste de una variedad de cromas en tonos desde el amarillo al anaranjado y escarlata
- 'Ladybird Dwarf Red', 'Ladybird Dwarf Gold', 'Ladybird Dwarf Orange',  'Ladybird Dwarf Lemon' son más cortas que la especie original

## Características de crecimiento
- Germinación tarda entre 7 a 21 días con una temperatura óptima de 24 °C; la floración da comienzo entre 50 a 60 días de emergida
- Prefiere un suelo de pH de 6,0 a 8,5, reflejando su hábitat nativo de regiones alcalinas de Centroamérica
- La floración es mejor a pleno sol, aunque tolera bien media sombra. Planta tolerante a sequía postgerminación, raramente es atacada por insectos o enfermedades; este vigor se atestigua por su estatus de maleza en algunas regiones de EE. UU.

## Ecología
Las flores atraen aves y mariposas, incluyendo la mariposa monarca (Danaus plexippus). Cosmos sulphureus fue atracción en el filme japonés de 1997: Remembering The Cosmos Flower.

## Taxonomía
Cosmos sulphureus fue descrita por Antonio José de Cavanilles y publicado en Icones et Descriptiones Plantarum 1(3): 56, pl. 79. 1791.
Sinonimia
- Bidens artemisiifolia (Jacq.) Kuntze
- Bidens sulfurea (Cav.) Sch.Bip.
- Bidens sulphurea (Cav.) Sch.Bip.
- Coreopsis artemisifolia Sessé & Moc.
- Coreopsis artemisiifolia Jacq.
- Cosmea sulphurea Willd.
- Cosmos artemisiifolius (Jacq.) M.R.Almeida
- Cosmos aurantiacus Klatt[3]